# Амбелаки (дем Ретимно)
Амбелаки (на гръцки: Αμπελάκι, катаревуса Αμπελάκιον, Амбелакион) е село в Република Гърция, разположено на остров Крит, дем Ретимно. Селото има население от 111 души.

## Личности
Родени в Амбелаки
- Георгиос Минадакис, гръцки революционер